# 新潟県立大学

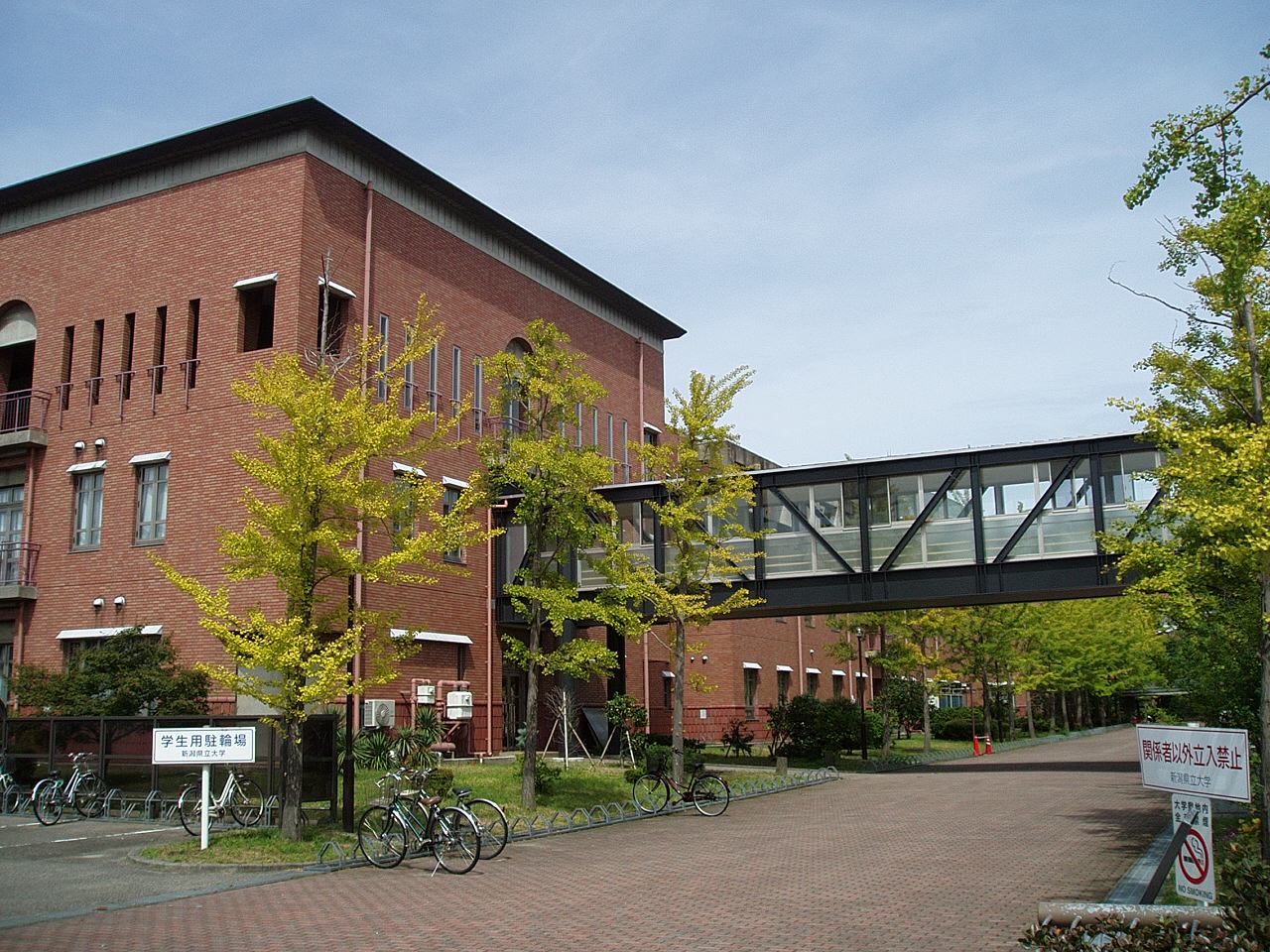
南門

新潟県立大学（にいがたけんりつだいがく、英語: University of Niigata Prefecture）は、新潟県新潟市東区海老ヶ瀬471番地に本部を置く日本の公立大学。2009年創立、2009年大学設置。大学の略称は県大。

## 概要
新潟県の高等教育の充実と県立4年制大学の早期実現に対する県民世論の高まりの中で、県立4年制大学の設立に向けた取り組みが開始された。2008年（平成20年）10月に文部科学大臣より大学設置認可を得、県立新潟女子短期大学を改組する形で開学した。同短大は2009年4月の当大学開学に伴って公立大学法人新潟県立大学へ移管され、同年度から募集を停止し、2012年3月の専攻科の閉課程をもって閉学した。
国際地域学部は2年次より国際社会コース、比較文化コース、東アジアコース、地域環境コースのいずれかを選択し、学習する。また、東アジアコースに関してはロシア語専攻、韓国語専攻、中国語専攻と分かれる。
入学試験は、他の国公立大学とは別日程の、独自の試験日程で行われている。
2015年（平成27年）4月に大学院国際地域研究科が開設された。
2020年（令和2年）4月に国際経済学部が開設された。国際経済学部は2年次より国際経済コース、地域経済創生コースのいずれかを選択し、学習する。また、2025年（令和7年）4月にデータサイエンス経済コースが新設される予定である。
2023年（令和5年）4月に大学院健康栄養学研究科が開設された。また、新潟県立大学北東アジア研究所（英語: University of Niigata Prefecture Economic and Social Research Institute of Northeast Asia、略称: ERINA-UNP）が開設された。当研究所は、同年3月末に解散した公益財団法人環日本海経済研究所（英語: Economic Research Institute for Northeast Asia、略称: ERINA）を前身とする。
放送大学学園と単位互換協定を結んでおり、放送大学で取得した単位を卒業に要する単位として認定することができる。

## 組織

### 学部
- 国際地域学部
  - 国際地域学科
- 人間生活学部
  - 子ども学科
  - 健康栄養学科
- 国際経済学部
  - 国際経済学科
  - データサイエンス経済（DSE）コース（2025年度設置予定[5]）

### 研究科
- 国際地域学研究科修士課程
  - 国際地域学専攻
- 健康栄養学研究科修士課程
  - 健康栄養学専攻

## 大学関係者と組織

### 大学関係者

#### 出身者
- 伊藤奈穂子 - フリーアナウンサー（新潟女子短期大学卒）
- 笹川美和 - シンガーソングライター（新潟女子短期大学卒）

## 経路
- JR白新線「大形駅」北口から徒歩約15分。
- 万代シテイバスセンター1番線、新潟駅万代口バスターミナル11番線より新潟交通・新潟交通観光バス「E4 大形線」下記系統に乗車し、「県立大学前」下車後徒歩約2分。
  - 「E40 一日市」行、「E43 大江山連絡所」行、「E44 新崎・新潟競馬場」行、「E45 豊栄駅前」行、「E46 新発田営業所」行

## 対外関係

### 他大学との協定

#### 国内
- 放送大学（単位互換協定）
- 長岡技術科学大学（包括連携協定、単位互換協定）

#### 国外
- カナダ セントメアリーズ大学
- カナダ オタワ大学
- アメリカ合衆国 ハワイ大学マノア校
- アメリカ合衆国 ハワイ大学傘下７コミュニティカレッジ
- アメリカ合衆国 デュケイン大学
- 中国 黒龍江大学
- 中国 対外経済貿易大学
- 中国 上海外国語大学
- 香港 香港恒生大学
- 台湾 文藻外語大学
- 韓国 韓国外国語大学校
- 韓国 サイバー韓国外国語大学
- インドネシア ボゴール農科大学
- ベトナム ベトナム国家大学ハノイ校
- ロシア 太平洋国立大学
- トルコ オンドクズマユス大学
- フィリピン フィリピン大学ロスバニョス校
- フィリピン デラサール大学
- リトアニア ミーコラス・ロメリス大学
- モンゴル モンゴル国立科学技術大学
- タイ マヒドン大学